# Giro d’Italia 2023/Fahrerfeld
Das Fahrerfeld des Giro d’Italia 2023 umfasst 176 Radrennfahrer in 22 Teams und 33 Nationen. Das Durchschnittsalter aller Teilnehmer liegt bei 28 Jahren und 160 Tagen.
Legende:
- Auszeichnungen in den Wertungen:
  - : Maglia Rosa für den Gesamtführenden
  - : Maglia Ciclamino für den Führenden in der Punktewertung
  - : Maglia Azzurra für den Führenden in der Bergwertung
  - : Maglia Bianca für den Führenden in der Nachwuchswertung
- Nr.: Startnummer
- Aus.: Ausschluss durch Rennleitung vor Rennbeginn
- Susp.: Suspendierung, Ausschluss durch eigenes Team (mit Angabe der entsprechenden Etappe)
- HD: außerhalb der Karenzzeit
- DSQ: Disqualifikation, Ausschluss durch Rennleitung nach Rennbeginn (mit Angabe der entsprechenden Etappe)
- DNF: Aufgabe, Abbruch der Rundfahrt durch den Fahrer während einer Etappe (mit Angabe der entsprechenden Etappe)
- DNS: Aufgabe, Abbruch der Rundfahrt durch den Fahrer vor einer Etappe (mit Angabe der entsprechenden Etappe)

| Soudal Quick-Step SOQ | Soudal Quick-Step SOQ                         | Soudal Quick-Step SOQ |
| --------------------- | --------------------------------------------- | --------------------- |
| Nr.                   | Fahrer                                        | Platz                 |
| 1                     | Remco Evenepoel (BEL) (Straße und Zeitfahren) | DNS-10                |
| 2                     | Davide Ballerini (ITA)                        | DNS-16                |
| 3                     | Mattia Cattaneo (ITA)                         | DNS-11                |
| 4                     | Josef Černý (CZE)                             | DNS-11                |
| 5                     | Jan Hirt (CZE)                                | DNS-11                |
| 6                     | Pieter Serry (BEL)                            | 60.                   |
| 7                     | Ilan Van Wilder (BEL)                         | 12.                   |
| 8                     | Louis Vervaeke (BEL)                          | DNS-11                |

| AG2R Citroën Team ACT | AG2R Citroën Team ACT        | AG2R Citroën Team ACT |
| --------------------- | ---------------------------- | --------------------- |
| Nr.                   | Fahrer                       | Platz                 |
| 11                    | Aurélien Paret-Peintre (FRA) | 15.                   |
| 12                    | Alex Baudin (FRA)            | 73.                   |
| 13                    | Mikaël Chérel (FRA)          | DNF-12                |
| 14                    | Paul Lapeira (FRA)           | DNF-4                 |
| 15                    | Valentin Paret-Peintre (FRA) | 37.                   |
| 16                    | Nicolas Prodhomme (FRA)      | 23.                   |
| 17                    | Andrea Vendrame (ITA)        | DNS-11                |
| 18                    | Lawrence Warbasse (USA)      | 44.                   |

| Alpecin-Deceuninck ADC | Alpecin-Deceuninck ADC  | Alpecin-Deceuninck ADC |
| ---------------------- | ----------------------- | ---------------------- |
| Nr.                    | Fahrer                  | Platz                  |
| 21                     | Stefano Oldani (ITA)    | 45.                    |
| 22                     | Nicola Conci (ITA)      | DNS-7                  |
| 23                     | Kaden Groves (AUS)      | DNF-12                 |
| 24                     | Alexander Krieger (GER) | 121.                   |
| 25                     | Senne Leysen (BEL)      | 91.                    |
| 26                     | Oscar Riesebeek (NED)   | DNS-10                 |
| 27                     | Kristian Sbaragli (ITA) | 85.                    |
| 28                     | Ramon Sinkeldam (NED)   | DNS-5                  |

| Astana Qazaqstan Team AST | Astana Qazaqstan Team AST     | Astana Qazaqstan Team AST |
| ------------------------- | ----------------------------- | ------------------------- |
| Nr.                       | Fahrer                        | Platz                     |
| 31                        | Mark Cavendish (GBR) (Straße) | 120.                      |
| 32                        | Samuele Battistella (ITA)     | DNS-14                    |
| 33                        | Joseph Dombrowski (USA)       | 59.                       |
| 34                        | Gianni Moscon (ITA)           | 107.                      |
| 35                        | Wadim Pronski (KAZ)           | 43.                       |
| 36                        | Luis León Sánchez (ESP)       | 24.                       |
| 37                        | Christian Scaroni (ITA)       | 58.                       |
| 38                        | Simone Velasco (ITA)          | 26.                       |

| Bahrain Victorious TBV | Bahrain Victorious TBV         | Bahrain Victorious TBV |
| ---------------------- | ------------------------------ | ---------------------- |
| Nr.                    | Fahrer                         | Platz                  |
| 41                     | Jack Haig (AUS)                | 19.                    |
| 42                     | Yukiya Arashiro (JPN) (Straße) | 123.                   |
| 43                     | Santiago Buitrago (COL)        | 13.                    |
| 44                     | Damiano Caruso (ITA)           | 4.                     |
| 45                     | Jonathan Milan (ITA)           | 103.                   |
| 46                     | Andrea Pasqualon (ITA)         | 65.                    |
| 47                     | Jasha Sütterlin (GER)          | 75.                    |
| 48                     | Edoardo Zambanini (ITA)        | 40.                    |

| Bora-Hansgrohe BOH | Bora-Hansgrohe BOH               | Bora-Hansgrohe BOH |
| ------------------ | -------------------------------- | ------------------ |
| Nr.                | Fahrer                           | Platz              |
| 51                 | Alexander Wlassow                | DNF-10             |
| 52                 | Giovanni Aleotti (ITA)           | DNS-7              |
| 53                 | Cesare Benedetti (POL)           | 102.               |
| 54                 | Nico Denz (GER)                  | 57.                |
| 55                 | Bob Jungels (LUX) (Zeitfahren)   | 39.                |
| 56                 | Lennard Kämna (GER) (Zeitfahren) | 9.                 |
| 57                 | Patrick Konrad (AUT)             | 20.                |
| 58                 | Anton Palzer (GER)               | 51.                |

| Cofidis COF | Cofidis COF              | Cofidis COF |
| ----------- | ------------------------ | ----------- |
| Nr.         | Fahrer                   | Platz       |
| 61          | Simone Consonni (ITA)    | 111.        |
| 62          | François Bidard (FRA)    | 54.         |
| 63          | Davide Cimolai (ITA)     | DNS-9       |
| 64          | Thomas Champion (FRA)    | 66.         |
| 65          | Alexandre Delettre (FRA) | 89.         |
| 66          | Jonathan Lastra (ESP)    | 35.         |
| 67          | Rémy Rochas (FRA)        | DNS-5       |
| 68          | Hugo Toumire (FRA)       | 83.         |

| EF Education-EasyPost EFE | EF Education-EasyPost EFE           | EF Education-EasyPost EFE |
| ------------------------- | ----------------------------------- | ------------------------- |
| Nr.                       | Fahrer                              | Platz                     |
| 71                        | Rigoberto Urán (COL)                | DNS-10                    |
| 72                        | Jonathan Caicedo (ECU) (Zeitfahren) | DNS-11                    |
| 73                        | Hugh Carthy (GBR)                   | DNS-19                    |
| 74                        | Alexander Cepeda (ECU)              | 53.                       |
| 75                        | Stefan de Bod (RSA) (Zeitfahren)    | DNS-14                    |
| 76                        | Ben Healy (IRL) (Zeitfahren)        | 55.                       |
| 77                        | Alberto Bettiol (ITA)               | 48.                       |
| 78                        | Magnus Cort Nielsen (DEN)           | 62.                       |

| Eolo-Kometa EOK | Eolo-Kometa EOK                | Eolo-Kometa EOK |
| --------------- | ------------------------------ | --------------- |
| Nr.             | Fahrer                         | Platz           |
| 81              | Vincenzo Albanese (ITA)        | 70.             |
| 82              | Davide Bais (ITA)              | 81.             |
| 83              | Mattia Bais (ITA)              | 47.             |
| 84              | Erik Fetter (HUN) (Zeitfahren) | DNF-10          |
| 85              | Lorenzo Fortunato (ITA)        | 21.             |
| 86              | Francesco Gavazzi (ITA)        | 67.             |
| 87              | Mirco Maestri (ITA)            | 78.             |
| 88              | Diego Sevilla (ESP)            | 96.             |

| Green Project-Bardiani CSF-Faizanè BCF | Green Project-Bardiani CSF-Faizanè BCF | Green Project-Bardiani CSF-Faizanè BCF |
| -------------------------------------- | -------------------------------------- | -------------------------------------- |
| Nr.                                    | Fahrer                                 | Platz                                  |
| 91                                     | Filippo Fiorelli (ITA)                 | 114.                                   |
| 92                                     | Luca Covili (ITA)                      | DNS-18                                 |
| 93                                     | Davide Gabburo (ITA)                   | 64.                                    |
| 94                                     | Filippo Magli (ITA)                    | 106.                                   |
| 95                                     | Martin Marcellusi (ITA)                | 99.                                    |
| 96                                     | Henok Mulubrhan (ERI) (Straße)         | 87.                                    |
| 97                                     | Alessandro Tonelli (ITA)               | 42.                                    |
| 98                                     | Samuele Zoccarato (ITA)                | DNF-8                                  |

| Groupama-FDJ GFC | Groupama-FDJ GFC                  | Groupama-FDJ GFC |
| ---------------- | --------------------------------- | ---------------- |
| Nr.              | Fahrer                            | Platz            |
| 101              | Thibaut Pinot (FRA)               | 5.               |
| 102              | Bruno Armirail (FRA) (Zeitfahren) | 16.              |
| 103              | Ignatas Konovalovas (LTU)         | 105.             |
| 104              | Stefan Küng (SUI)                 | DNS-10           |
| 105              | Fabian Lienhard (SUI)             | 113.             |
| 106              | Rudy Molard (FRA)                 | 69.              |
| 107              | Jake Stewart (GBR)                | 92.              |
| 109              | Lars van den Berg (NED)           | DNS-8            |

| Ineos Grenadiers IGD | Ineos Grenadiers IGD             | Ineos Grenadiers IGD |
| -------------------- | -------------------------------- | -------------------- |
| Nr.                  | Fahrer                           | Platz                |
| 111                  | Tao Geoghegan Hart (GBR)         | DNF-11               |
| 112                  | Thymen Arensman (NED)            | 6.                   |
| 113                  | Laurens De Plus (BEL)            | 10.                  |
| 114                  | Filippo Ganna (ITA) (Zeitfahren) | DNS-8                |
| 115                  | Salvatore Puccio (ITA)           | 72.                  |
| 116                  | Pavel Sivakov (FRA)              | DNF-16               |
| 117                  | Ben Swift (GBR)                  | 61.                  |
| 118                  | Geraint Thomas (GBR)             | 2.                   |

| Intermarché-Circus-Wanty ICW | Intermarché-Circus-Wanty ICW     | Intermarché-Circus-Wanty ICW |
| ---------------------------- | -------------------------------- | ---------------------------- |
| Nr.                          | Fahrer                           | Platz                        |
| 121                          | Lorenzo Rota (ITA)               | 46.                          |
| 122                          | Niccolò Bonifazio (ITA)          | DNS-18                       |
| 123                          | Sven Erik Bystrøm (NOR)          | DNS-10                       |
| 124                          | Laurens Huys (BEL)               | 27.                          |
| 125                          | Arne Marit (BEL)                 | 112.                         |
| 126                          | Simone Petilli (ITA)             | DNF-10                       |
| 127                          | Laurenz Rex (BEL)                | 88.                          |
| 128                          | Rein Taaramäe (EST) (Zeitfahren) | DNS-10                       |

| Israel-Premier Tech IPT | Israel-Premier Tech IPT      | Israel-Premier Tech IPT |
| ----------------------- | ---------------------------- | ----------------------- |
| Nr.                     | Fahrer                       | Platz                   |
| 131                     | Domenico Pozzovivo (ITA)     | DNS-10                  |
| 132                     | Sebastian Berwick (AUS)      | 71.                     |
| 133                     | Simon Clarke (AUS)           | DNS-16                  |
| 134                     | Marco Frigo (ITA)            | 32.                     |
| 135                     | Derek Gee (CAN) (Zeitfahren) | 22.                     |
| 136                     | Matthew Riccitello (USA)     | 56.                     |
| 137                     | Mads Würtz Schmidt (DEN)     | DNS-10                  |
| 138                     | Stephen Williams (GBR)       | 93.                     |

| Jumbo-Visma TJV | Jumbo-Visma TJV      | Jumbo-Visma TJV |
| --------------- | -------------------- | --------------- |
| Nr.             | Fahrer               | Platz           |
| 141             | Primož Roglič (SLO)  | 1.              |
| 142             | Edoardo Affini (ITA) | 94.             |
| 143             | Koen Bouwman (NED)   | 25.             |
| 144             | Rohan Dennis (AUS)   | 41.             |
| 145             | Michel Heßmann (GER) | 33.             |
| 146             | Sepp Kuss (USA)      | 14.             |
| 147             | Thomas Gloag (GBR)   | 76.             |
| 148             | Sam Oomen (NED)      | 36.             |

| Movistar Team MOV | Movistar Team MOV        | Movistar Team MOV |
| ----------------- | ------------------------ | ----------------- |
| Nr.               | Fahrer                   | Platz             |
| 151               | Fernando Gaviria (COL)   | 118.              |
| 152               | Will Barta (USA)         | 52.               |
| 153               | Max Kanter (GER)         | 110.              |
| 154               | Óscar Rodríguez (ESP)    | DNF-11            |
| 155               | José Joaquín Rojas (ESP) | 79.               |
| 156               | Einer Rubio (COL)        | 11.               |
| 157               | Albert Torres (ESP)      | 122.              |
| 158               | Carlos Verona (ESP)      | 49.               |

| Arkéa-Samsic ARK | Arkéa-Samsic ARK         | Arkéa-Samsic ARK |
| ---------------- | ------------------------ | ---------------- |
| Nr.              | Fahrer                   | Platz            |
| 161              | Warren Barguil (FRA)     | 17.              |
| 162              | Maxime Bouet (FRA)       | 80.              |
| 163              | David Dekker (NED)       | DNF-8            |
| 164              | Thibault Guernalec (FRA) | 90.              |
| 165              | Michel Ries (LUX)        | 86.              |
| 166              | Alan Riou (FRA)          | 116.             |
| 167              | Clément Russo (FRA)      | DNS-6            |
| 168              | Alessandro Verre (ITA)   | DNF-14           |

| Team Corratec-Selle Italia COR | Team Corratec-Selle Italia COR | Team Corratec-Selle Italia COR |
| ------------------------------ | ------------------------------ | ------------------------------ |
| Nr.                            | Fahrer                         | Platz                          |
| 171                            | Valerio Conti (ITA)            | DNS-5                          |
| 172                            | Nicolas Dalla Valle (ITA)      | 125.                           |
| 173                            | Stefano Gandin (ITA)           | DNS-11                         |
| 174                            | Alessandro Iacchi (ITA)        | 119.                           |
| 175                            | Alexander Konychev (ITA)       | 100.                           |
| 176                            | Charlie Quarterman (GBR)       | 115.                           |
| 177                            | Veljko Stojnić (SRB)           | 101.                           |
| 178                            | Karel Vacek (CZE)              | 84.                            |

| Team DSM DSM | Team DSM DSM                  | Team DSM DSM |
| ------------ | ----------------------------- | ------------ |
| Nr.          | Fahrer                        | Platz        |
| 181          | Andreas Leknessund (NOR)      | 8.           |
| 182          | Alberto Dainese (ITA)         | 124.         |
| 183          | Jonas Iversby Hvideberg (NOR) | 117.         |
| 184          | Niklas Märkl (GER)            | 104.         |
| 185          | Marius Mayrhofer (GER)        | 74.          |
| 186          | Florian Stork (GER)           | DNF-8        |
| 187          | Martijn Tusveld (NED)         | DNF-10       |
| 188          | Harm Vanhoucke (BEL)          | DNF-12       |

| Team Jayco AlUla JAY | Team Jayco AlUla JAY        | Team Jayco AlUla JAY |
| -------------------- | --------------------------- | -------------------- |
| Nr.                  | Fahrer                      | Platz                |
| 191                  | Michael Matthews (AUS)      | 63.                  |
| 192                  | Alessandro De Marchi (ITA)  | 38.                  |
| 193                  | Eddie Dunbar (IRL)          | 7.                   |
| 194                  | Michael Hepburn (AUS)       | 77.                  |
| 195                  | Lukas Pöstlberger (AUT)     | 95.                  |
| 196                  | Callum Scotson (AUS)        | DNS-10               |
| 197                  | Campbell Stewart (NZL)      | 108.                 |
| 198                  | Filippo Zana (ITA) (Straße) | 18.                  |

| Trek-Segafredo TFS | Trek-Segafredo TFS               | Trek-Segafredo TFS |
| ------------------ | -------------------------------- | ------------------ |
| Nr.                | Fahrer                           | Platz              |
| 201                | Mads Pedersen (DEN)              | DNS-13             |
| 202                | Amanuel Ghebreigzabhier (ERI)    | DNS-16             |
| 203                | Daan Hoole (NED)                 | 109.               |
| 204                | Alex Kirsch (LUX)                | 97.                |
| 205                | Bauke Mollema (NED) (Zeitfahren) | 50.                |
| 206                | Toms Skujiņš (LAT) (Zeitfahren)  | 31.                |
| 207                | Natnael Tesfatsion (ERI)         | DNS-11             |
| 208                | Otto Vergaerde (BEL)             | 98.                |

| UAE Team Emirates UAD | UAE Team Emirates UAD       | UAE Team Emirates UAD |
| --------------------- | --------------------------- | --------------------- |
| Nr.                   | Fahrer                      | Platz                 |
| 211                   | João Almeida (POR) (Straße) | 3.                    |
| 212                   | Pascal Ackermann (GER)      | 82.                   |
| 213                   | Alessandro Covi (ITA)       | DNS-12                |
| 214                   | Davide Formolo (ITA)        | 30.                   |
| 215                   | Ryan Gibbons (RSA)          | 68.                   |
| 216                   | Brandon McNulty (USA)       | 29.                   |
| 217                   | Diego Ulissi (ITA)          | 28.                   |
| 218                   | Jay Vine (AUS) (Zeitfahren) | 34.                   |

| Soudal Quick-Step SOQ | Soudal Quick-Step SOQ                         | Soudal Quick-Step SOQ |
| --------------------- | --------------------------------------------- | --------------------- |
| Nr.                   | Fahrer                                        | Platz                 |
| 1                     | Remco Evenepoel (BEL) (Straße und Zeitfahren) | DNS-10                |
| 2                     | Davide Ballerini (ITA)                        | DNS-16                |
| 3                     | Mattia Cattaneo (ITA)                         | DNS-11                |
| 4                     | Josef Černý (CZE)                             | DNS-11                |
| 5                     | Jan Hirt (CZE)                                | DNS-11                |
| 6                     | Pieter Serry (BEL)                            | 60.                   |
| 7                     | Ilan Van Wilder (BEL)                         | 12.                   |
| 8                     | Louis Vervaeke (BEL)                          | DNS-11                |

| AG2R Citroën Team ACT | AG2R Citroën Team ACT        | AG2R Citroën Team ACT |
| --------------------- | ---------------------------- | --------------------- |
| Nr.                   | Fahrer                       | Platz                 |
| 11                    | Aurélien Paret-Peintre (FRA) | 15.                   |
| 12                    | Alex Baudin (FRA)            | 73.                   |
| 13                    | Mikaël Chérel (FRA)          | DNF-12                |
| 14                    | Paul Lapeira (FRA)           | DNF-4                 |
| 15                    | Valentin Paret-Peintre (FRA) | 37.                   |
| 16                    | Nicolas Prodhomme (FRA)      | 23.                   |
| 17                    | Andrea Vendrame (ITA)        | DNS-11                |
| 18                    | Lawrence Warbasse (USA)      | 44.                   |

| Alpecin-Deceuninck ADC | Alpecin-Deceuninck ADC  | Alpecin-Deceuninck ADC |
| ---------------------- | ----------------------- | ---------------------- |
| Nr.                    | Fahrer                  | Platz                  |
| 21                     | Stefano Oldani (ITA)    | 45.                    |
| 22                     | Nicola Conci (ITA)      | DNS-7                  |
| 23                     | Kaden Groves (AUS)      | DNF-12                 |
| 24                     | Alexander Krieger (GER) | 121.                   |
| 25                     | Senne Leysen (BEL)      | 91.                    |
| 26                     | Oscar Riesebeek (NED)   | DNS-10                 |
| 27                     | Kristian Sbaragli (ITA) | 85.                    |
| 28                     | Ramon Sinkeldam (NED)   | DNS-5                  |

| Astana Qazaqstan Team AST | Astana Qazaqstan Team AST     | Astana Qazaqstan Team AST |
| ------------------------- | ----------------------------- | ------------------------- |
| Nr.                       | Fahrer                        | Platz                     |
| 31                        | Mark Cavendish (GBR) (Straße) | 120.                      |
| 32                        | Samuele Battistella (ITA)     | DNS-14                    |
| 33                        | Joseph Dombrowski (USA)       | 59.                       |
| 34                        | Gianni Moscon (ITA)           | 107.                      |
| 35                        | Wadim Pronski (KAZ)           | 43.                       |
| 36                        | Luis León Sánchez (ESP)       | 24.                       |
| 37                        | Christian Scaroni (ITA)       | 58.                       |
| 38                        | Simone Velasco (ITA)          | 26.                       |

| Bahrain Victorious TBV | Bahrain Victorious TBV         | Bahrain Victorious TBV |
| ---------------------- | ------------------------------ | ---------------------- |
| Nr.                    | Fahrer                         | Platz                  |
| 41                     | Jack Haig (AUS)                | 19.                    |
| 42                     | Yukiya Arashiro (JPN) (Straße) | 123.                   |
| 43                     | Santiago Buitrago (COL)        | 13.                    |
| 44                     | Damiano Caruso (ITA)           | 4.                     |
| 45                     | Jonathan Milan (ITA)           | 103.                   |
| 46                     | Andrea Pasqualon (ITA)         | 65.                    |
| 47                     | Jasha Sütterlin (GER)          | 75.                    |
| 48                     | Edoardo Zambanini (ITA)        | 40.                    |

| Bora-Hansgrohe BOH | Bora-Hansgrohe BOH               | Bora-Hansgrohe BOH |
| ------------------ | -------------------------------- | ------------------ |
| Nr.                | Fahrer                           | Platz              |
| 51                 | Alexander Wlassow                | DNF-10             |
| 52                 | Giovanni Aleotti (ITA)           | DNS-7              |
| 53                 | Cesare Benedetti (POL)           | 102.               |
| 54                 | Nico Denz (GER)                  | 57.                |
| 55                 | Bob Jungels (LUX) (Zeitfahren)   | 39.                |
| 56                 | Lennard Kämna (GER) (Zeitfahren) | 9.                 |
| 57                 | Patrick Konrad (AUT)             | 20.                |
| 58                 | Anton Palzer (GER)               | 51.                |

| Cofidis COF | Cofidis COF              | Cofidis COF |
| ----------- | ------------------------ | ----------- |
| Nr.         | Fahrer                   | Platz       |
| 61          | Simone Consonni (ITA)    | 111.        |
| 62          | François Bidard (FRA)    | 54.         |
| 63          | Davide Cimolai (ITA)     | DNS-9       |
| 64          | Thomas Champion (FRA)    | 66.         |
| 65          | Alexandre Delettre (FRA) | 89.         |
| 66          | Jonathan Lastra (ESP)    | 35.         |
| 67          | Rémy Rochas (FRA)        | DNS-5       |
| 68          | Hugo Toumire (FRA)       | 83.         |

| EF Education-EasyPost EFE | EF Education-EasyPost EFE           | EF Education-EasyPost EFE |
| ------------------------- | ----------------------------------- | ------------------------- |
| Nr.                       | Fahrer                              | Platz                     |
| 71                        | Rigoberto Urán (COL)                | DNS-10                    |
| 72                        | Jonathan Caicedo (ECU) (Zeitfahren) | DNS-11                    |
| 73                        | Hugh Carthy (GBR)                   | DNS-19                    |
| 74                        | Alexander Cepeda (ECU)              | 53.                       |
| 75                        | Stefan de Bod (RSA) (Zeitfahren)    | DNS-14                    |
| 76                        | Ben Healy (IRL) (Zeitfahren)        | 55.                       |
| 77                        | Alberto Bettiol (ITA)               | 48.                       |
| 78                        | Magnus Cort Nielsen (DEN)           | 62.                       |

| Eolo-Kometa EOK | Eolo-Kometa EOK                | Eolo-Kometa EOK |
| --------------- | ------------------------------ | --------------- |
| Nr.             | Fahrer                         | Platz           |
| 81              | Vincenzo Albanese (ITA)        | 70.             |
| 82              | Davide Bais (ITA)              | 81.             |
| 83              | Mattia Bais (ITA)              | 47.             |
| 84              | Erik Fetter (HUN) (Zeitfahren) | DNF-10          |
| 85              | Lorenzo Fortunato (ITA)        | 21.             |
| 86              | Francesco Gavazzi (ITA)        | 67.             |
| 87              | Mirco Maestri (ITA)            | 78.             |
| 88              | Diego Sevilla (ESP)            | 96.             |

| Green Project-Bardiani CSF-Faizanè BCF | Green Project-Bardiani CSF-Faizanè BCF | Green Project-Bardiani CSF-Faizanè BCF |
| -------------------------------------- | -------------------------------------- | -------------------------------------- |
| Nr.                                    | Fahrer                                 | Platz                                  |
| 91                                     | Filippo Fiorelli (ITA)                 | 114.                                   |
| 92                                     | Luca Covili (ITA)                      | DNS-18                                 |
| 93                                     | Davide Gabburo (ITA)                   | 64.                                    |
| 94                                     | Filippo Magli (ITA)                    | 106.                                   |
| 95                                     | Martin Marcellusi (ITA)                | 99.                                    |
| 96                                     | Henok Mulubrhan (ERI) (Straße)         | 87.                                    |
| 97                                     | Alessandro Tonelli (ITA)               | 42.                                    |
| 98                                     | Samuele Zoccarato (ITA)                | DNF-8                                  |

| Groupama-FDJ GFC | Groupama-FDJ GFC                  | Groupama-FDJ GFC |
| ---------------- | --------------------------------- | ---------------- |
| Nr.              | Fahrer                            | Platz            |
| 101              | Thibaut Pinot (FRA)               | 5.               |
| 102              | Bruno Armirail (FRA) (Zeitfahren) | 16.              |
| 103              | Ignatas Konovalovas (LTU)         | 105.             |
| 104              | Stefan Küng (SUI)                 | DNS-10           |
| 105              | Fabian Lienhard (SUI)             | 113.             |
| 106              | Rudy Molard (FRA)                 | 69.              |
| 107              | Jake Stewart (GBR)                | 92.              |
| 109              | Lars van den Berg (NED)           | DNS-8            |

| Ineos Grenadiers IGD | Ineos Grenadiers IGD             | Ineos Grenadiers IGD |
| -------------------- | -------------------------------- | -------------------- |
| Nr.                  | Fahrer                           | Platz                |
| 111                  | Tao Geoghegan Hart (GBR)         | DNF-11               |
| 112                  | Thymen Arensman (NED)            | 6.                   |
| 113                  | Laurens De Plus (BEL)            | 10.                  |
| 114                  | Filippo Ganna (ITA) (Zeitfahren) | DNS-8                |
| 115                  | Salvatore Puccio (ITA)           | 72.                  |
| 116                  | Pavel Sivakov (FRA)              | DNF-16               |
| 117                  | Ben Swift (GBR)                  | 61.                  |
| 118                  | Geraint Thomas (GBR)             | 2.                   |

| Intermarché-Circus-Wanty ICW | Intermarché-Circus-Wanty ICW     | Intermarché-Circus-Wanty ICW |
| ---------------------------- | -------------------------------- | ---------------------------- |
| Nr.                          | Fahrer                           | Platz                        |
| 121                          | Lorenzo Rota (ITA)               | 46.                          |
| 122                          | Niccolò Bonifazio (ITA)          | DNS-18                       |
| 123                          | Sven Erik Bystrøm (NOR)          | DNS-10                       |
| 124                          | Laurens Huys (BEL)               | 27.                          |
| 125                          | Arne Marit (BEL)                 | 112.                         |
| 126                          | Simone Petilli (ITA)             | DNF-10                       |
| 127                          | Laurenz Rex (BEL)                | 88.                          |
| 128                          | Rein Taaramäe (EST) (Zeitfahren) | DNS-10                       |

| Israel-Premier Tech IPT | Israel-Premier Tech IPT      | Israel-Premier Tech IPT |
| ----------------------- | ---------------------------- | ----------------------- |
| Nr.                     | Fahrer                       | Platz                   |
| 131                     | Domenico Pozzovivo (ITA)     | DNS-10                  |
| 132                     | Sebastian Berwick (AUS)      | 71.                     |
| 133                     | Simon Clarke (AUS)           | DNS-16                  |
| 134                     | Marco Frigo (ITA)            | 32.                     |
| 135                     | Derek Gee (CAN) (Zeitfahren) | 22.                     |
| 136                     | Matthew Riccitello (USA)     | 56.                     |
| 137                     | Mads Würtz Schmidt (DEN)     | DNS-10                  |
| 138                     | Stephen Williams (GBR)       | 93.                     |

| Jumbo-Visma TJV | Jumbo-Visma TJV      | Jumbo-Visma TJV |
| --------------- | -------------------- | --------------- |
| Nr.             | Fahrer               | Platz           |
| 141             | Primož Roglič (SLO)  | 1.              |
| 142             | Edoardo Affini (ITA) | 94.             |
| 143             | Koen Bouwman (NED)   | 25.             |
| 144             | Rohan Dennis (AUS)   | 41.             |
| 145             | Michel Heßmann (GER) | 33.             |
| 146             | Sepp Kuss (USA)      | 14.             |
| 147             | Thomas Gloag (GBR)   | 76.             |
| 148             | Sam Oomen (NED)      | 36.             |

| Movistar Team MOV | Movistar Team MOV        | Movistar Team MOV |
| ----------------- | ------------------------ | ----------------- |
| Nr.               | Fahrer                   | Platz             |
| 151               | Fernando Gaviria (COL)   | 118.              |
| 152               | Will Barta (USA)         | 52.               |
| 153               | Max Kanter (GER)         | 110.              |
| 154               | Óscar Rodríguez (ESP)    | DNF-11            |
| 155               | José Joaquín Rojas (ESP) | 79.               |
| 156               | Einer Rubio (COL)        | 11.               |
| 157               | Albert Torres (ESP)      | 122.              |
| 158               | Carlos Verona (ESP)      | 49.               |

| Arkéa-Samsic ARK | Arkéa-Samsic ARK         | Arkéa-Samsic ARK |
| ---------------- | ------------------------ | ---------------- |
| Nr.              | Fahrer                   | Platz            |
| 161              | Warren Barguil (FRA)     | 17.              |
| 162              | Maxime Bouet (FRA)       | 80.              |
| 163              | David Dekker (NED)       | DNF-8            |
| 164              | Thibault Guernalec (FRA) | 90.              |
| 165              | Michel Ries (LUX)        | 86.              |
| 166              | Alan Riou (FRA)          | 116.             |
| 167              | Clément Russo (FRA)      | DNS-6            |
| 168              | Alessandro Verre (ITA)   | DNF-14           |

| Team Corratec-Selle Italia COR | Team Corratec-Selle Italia COR | Team Corratec-Selle Italia COR |
| ------------------------------ | ------------------------------ | ------------------------------ |
| Nr.                            | Fahrer                         | Platz                          |
| 171                            | Valerio Conti (ITA)            | DNS-5                          |
| 172                            | Nicolas Dalla Valle (ITA)      | 125.                           |
| 173                            | Stefano Gandin (ITA)           | DNS-11                         |
| 174                            | Alessandro Iacchi (ITA)        | 119.                           |
| 175                            | Alexander Konychev (ITA)       | 100.                           |
| 176                            | Charlie Quarterman (GBR)       | 115.                           |
| 177                            | Veljko Stojnić (SRB)           | 101.                           |
| 178                            | Karel Vacek (CZE)              | 84.                            |

| Team DSM DSM | Team DSM DSM                  | Team DSM DSM |
| ------------ | ----------------------------- | ------------ |
| Nr.          | Fahrer                        | Platz        |
| 181          | Andreas Leknessund (NOR)      | 8.           |
| 182          | Alberto Dainese (ITA)         | 124.         |
| 183          | Jonas Iversby Hvideberg (NOR) | 117.         |
| 184          | Niklas Märkl (GER)            | 104.         |
| 185          | Marius Mayrhofer (GER)        | 74.          |
| 186          | Florian Stork (GER)           | DNF-8        |
| 187          | Martijn Tusveld (NED)         | DNF-10       |
| 188          | Harm Vanhoucke (BEL)          | DNF-12       |

| Team Jayco AlUla JAY | Team Jayco AlUla JAY        | Team Jayco AlUla JAY |
| -------------------- | --------------------------- | -------------------- |
| Nr.                  | Fahrer                      | Platz                |
| 191                  | Michael Matthews (AUS)      | 63.                  |
| 192                  | Alessandro De Marchi (ITA)  | 38.                  |
| 193                  | Eddie Dunbar (IRL)          | 7.                   |
| 194                  | Michael Hepburn (AUS)       | 77.                  |
| 195                  | Lukas Pöstlberger (AUT)     | 95.                  |
| 196                  | Callum Scotson (AUS)        | DNS-10               |
| 197                  | Campbell Stewart (NZL)      | 108.                 |
| 198                  | Filippo Zana (ITA) (Straße) | 18.                  |

| Trek-Segafredo TFS | Trek-Segafredo TFS               | Trek-Segafredo TFS |
| ------------------ | -------------------------------- | ------------------ |
| Nr.                | Fahrer                           | Platz              |
| 201                | Mads Pedersen (DEN)              | DNS-13             |
| 202                | Amanuel Ghebreigzabhier (ERI)    | DNS-16             |
| 203                | Daan Hoole (NED)                 | 109.               |
| 204                | Alex Kirsch (LUX)                | 97.                |
| 205                | Bauke Mollema (NED) (Zeitfahren) | 50.                |
| 206                | Toms Skujiņš (LAT) (Zeitfahren)  | 31.                |
| 207                | Natnael Tesfatsion (ERI)         | DNS-11             |
| 208                | Otto Vergaerde (BEL)             | 98.                |

| UAE Team Emirates UAD | UAE Team Emirates UAD       | UAE Team Emirates UAD |
| --------------------- | --------------------------- | --------------------- |
| Nr.                   | Fahrer                      | Platz                 |
| 211                   | João Almeida (POR) (Straße) | 3.                    |
| 212                   | Pascal Ackermann (GER)      | 82.                   |
| 213                   | Alessandro Covi (ITA)       | DNS-12                |
| 214                   | Davide Formolo (ITA)        | 30.                   |
| 215                   | Ryan Gibbons (RSA)          | 68.                   |
| 216                   | Brandon McNulty (USA)       | 29.                   |
| 217                   | Diego Ulissi (ITA)          | 28.                   |
| 218                   | Jay Vine (AUS) (Zeitfahren) | 34.                   |